# Rubus lowii
Rubus lowii är en rosväxtart som beskrevs av Otto Stapf. Rubus lowii ingår i släktet rubusar, och familjen rosväxter. Utöver nominatformen finns också underarten R. l. panalabanensis.